# Fausto Elhuyar
Fausto Fermín de Elhuyar y de Suvisa (11. října 1755 Logroño – 6. února 1833 Madrid) byl španělský chemik a montanista.
Jeho rod pocházel z Hasparrenu ve Francouzském Baskicku. Příjmení Elhuyar bývalo také zapsáno jako Elhúyar, D'Elhuyar nebo Delhuyar. Otec Juan Elhuyar byl v Logroñu chirurgem a lihovarníkem. S Ursúlou de Lubice měl dva syny a dceru, Fausto i jeho bratr Juan José Elhuyar vynikli v přírodních vědách.
Fausto Elhuyar studoval v Paříži medicínu, matematiku a chemii, pak navštěvoval Báňskou akademii ve Freibergu. Jeho učiteli byli Hilaire Rouelle a Abraham Gottlob Werner. Po návratu do vlasti působil v Královské baskické vlastenecké společnosti v Bergaře, kde se zaměřil na výzkum amalgámů. Ve své laboratoři společně s Françoisem Chabaneauem úspěšně rafinoval platinu. V roce 1783 bratři Elhuyarové jako první na světě úspěšně izolovali z wolframitu prvek wolfram, který krátce předtím teoreticky popsal Carl Wilhelm Scheele. Pobýval také na Uppsalské univerzitě a navštívil Vídeň, aby studoval metodu získávání stříbra z rud, kterou objevil Ignác Antonín Born. Ve Vídni se také seznámil se svou manželkou Joan Raabovou.
V roce 1785 obdržel královský patent, kterým byl jmenován generálním inspektorem dolů v Novém Španělsku. Roku 1792 založil Královský hornický seminář v Ciudad de México. Inicioval rovněž vybudování výstavného sídla školy v klasicistním slohu, nazvaného Palacio de Minería. Po vypuknutí mexické války za nezávislost se vrátil do Španělska, kde byl jmenován ministrem hornictví. Zasloužil se o modernizaci těžby v Almadénu a v pánvi Tharsis-La Zarza i o přijetí nového důlního zákona v roce 1825. V knize Memoria sobre el influjo de la minería en la agricultura, industria, población y civilización de la Nueva-España en sus diferentes épocas popsal historii hornictví v Mexiku. Publikoval také odbornou práci o mincovnictví.